# Stazione di Pontevedra-Universidad
La stazione di Pontevedra-Università (in spagnolo Estación de Pontevedra-Universidad) è una stazione ferroviaria di Pontevedra, Spagna, dedicata soprattutto a servire il campus universitario di Pontevedra.